# Magnolia koordersiana
Magnolia koordersiana este o specie de plante din genul Magnolia, familia Magnoliaceae. A fost descrisă pentru prima dată de Hans Peter Nooteboom, și a primit numele actual de la Richard B. Figlar. Conform Catalogue of Life specia Magnolia koordersiana nu are subspecii cunoscute.